# Mk 18-as atombomba
Az Mk 18-as atombomba, más néven SOB vagy Super Oralloy Bomb, egy amerikai atombomba szerkezet, mely az Egyesült Államok által gyártott legnagyobb hatóerejű fissziós bomba volt. A Mark 18 tervezett hatóereje 500 kilotonna volt. A nukleáris fegyverek tervezője, Ted Taylor volt a Mark 18 vezető tervezője.

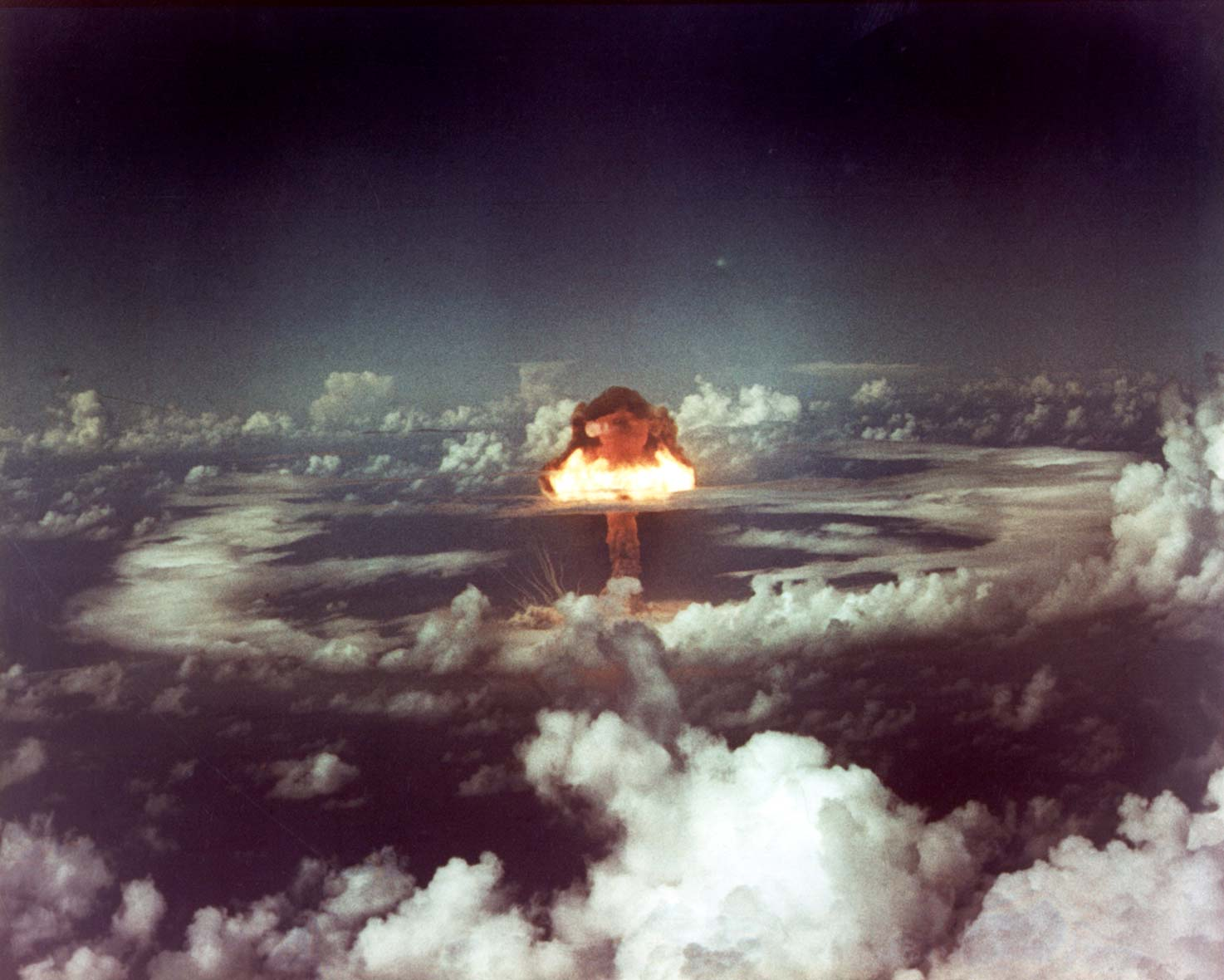
Az Ivy King kísérleti robbantása a Mk 18 SOB szerkezettel

A Mark 18-at egyszer tesztelték, 1952. november 16-án, az Ivy King nukleáris tesztjén a Csendes-óceáni Enewetak atollnál. A teszt teljes sikerrel zárult.

## A bomba
A Mark 18-as bomba szerkezete egy fejlett 92 pontos implóziós rendszert használt, amely a Mark 13-as atombombából és annak elődeiből, a Mark 6-os atombombából, a Mark 4-es atombombából és a második világháborús Fat Man Mark 3-as atombombából származott. A szokásos vegyes urán/plutónium hasadóanyagú magot ("pit") több mint 60 kg tiszta, magasan dúsított uránnal helyettesítették. A természetes urán tamperréteggel ellátott bomba magjában több mint négy kritikus tömegű hasadóanyag volt, és nem volt biztonságos: a detonátor akár csak egy detonátor kioldójának véletlenszerű felrobbantása valószínűleg jelentős (sok kilotonna hatóerejű) robbanást okozna. A hasadóanyag magba egy neutronok elnyelésére tervezett alumínium-bór láncot helyeztek, hogy csökkentsék a véletlen nagy hatóerejű detonáció kockázatát, amelyet az élesítési folyamat utolsó lépései során távolítottak el.  

## Használata
1953 márciusától kezdve az Egyesült Államok számos Mark 18-as bombát helyezett szolgálatba.
A fegyver élettartama rövid volt, és az 1950-es évek közepén termonukleáris fegyverek váltották fel. A Mark 18-as bombákat 1956-ban mind átalakították kisebb hatóerejű Mark 6-os bombává.